# Rose Online
Rose Online är ett MMORPG-spel från Korea. Sedan en uppdatering 2006 kalls det Rose Online Evolution. Rose online stängdes ner 11 februari 2019, men i slutet av 2020 meddelades att ett nytt team köpt rättigheterna och utvecklar nu spelet igen. 
Spelet utspelas på en fiktiv planet.